# 北24条駅
北24条駅（きたにじゅうよじょうえき）は、北海道札幌市北区北23条西4丁目（参考：北24条）にある札幌市営地下鉄南北線の駅。駅番号はN03。

## 歴史
- 1952年（昭和27年）9月：市電鉄北線延長に伴い、北側の終点として停留所開業
- 19xx年：市電幌北（ほろきた）車庫が北24条西5丁目（現在の札幌サンプラザ）に移転
- 1959年（昭和34年）12月：市電鉄北線当停留所 - 北27条間延伸
- 1971年（昭和46年）12月16日：地下鉄南北線が当駅まで開業。市電鉄北線の当駅以南が廃止
- 1974年（昭和49年）5月：市電鉄北線廃止
- 1978年（昭和53年）3月16日：地下鉄南北線北24条駅 - 麻生駅間延伸開業
- 2012年（平成24年）8月9日：可動式ホーム柵が稼働開始[1]

## 駅構造
地下1階の麻生側と真駒内側のそれぞれに改札口があり、地下2階に1面2線の島式ホームがある。ホーム南端（真駒内側の改札）にエレベーターがある。出口は4ヶ所あり、通路途中に定期券売り場とバスターミナル内に通じる階段が3ヶ所ある。地上へのエレベーターは3番出口に設置されている。
1978年（昭和53年）の南北線の北24条 - 麻生間の延伸開業までは、この駅が北の終点駅だった。そのため、北側には折返し用の転轍器（片渡り）がある。
駅の所在は北23条西4丁目だが、北側の出口が宮の森北24条通に面している。なお、現駅から西に100 mほどのところに、かつて札幌市電鉄北線の同名の停留場があった。

### のりば
| ホーム | 路線   | 行先                       |
| ------ | ------ | -------------------------- |
| 1      | 南北線 | さっぽろ・大通・真駒内方面 |
| 2      | 南北線 | 麻生方面                   |

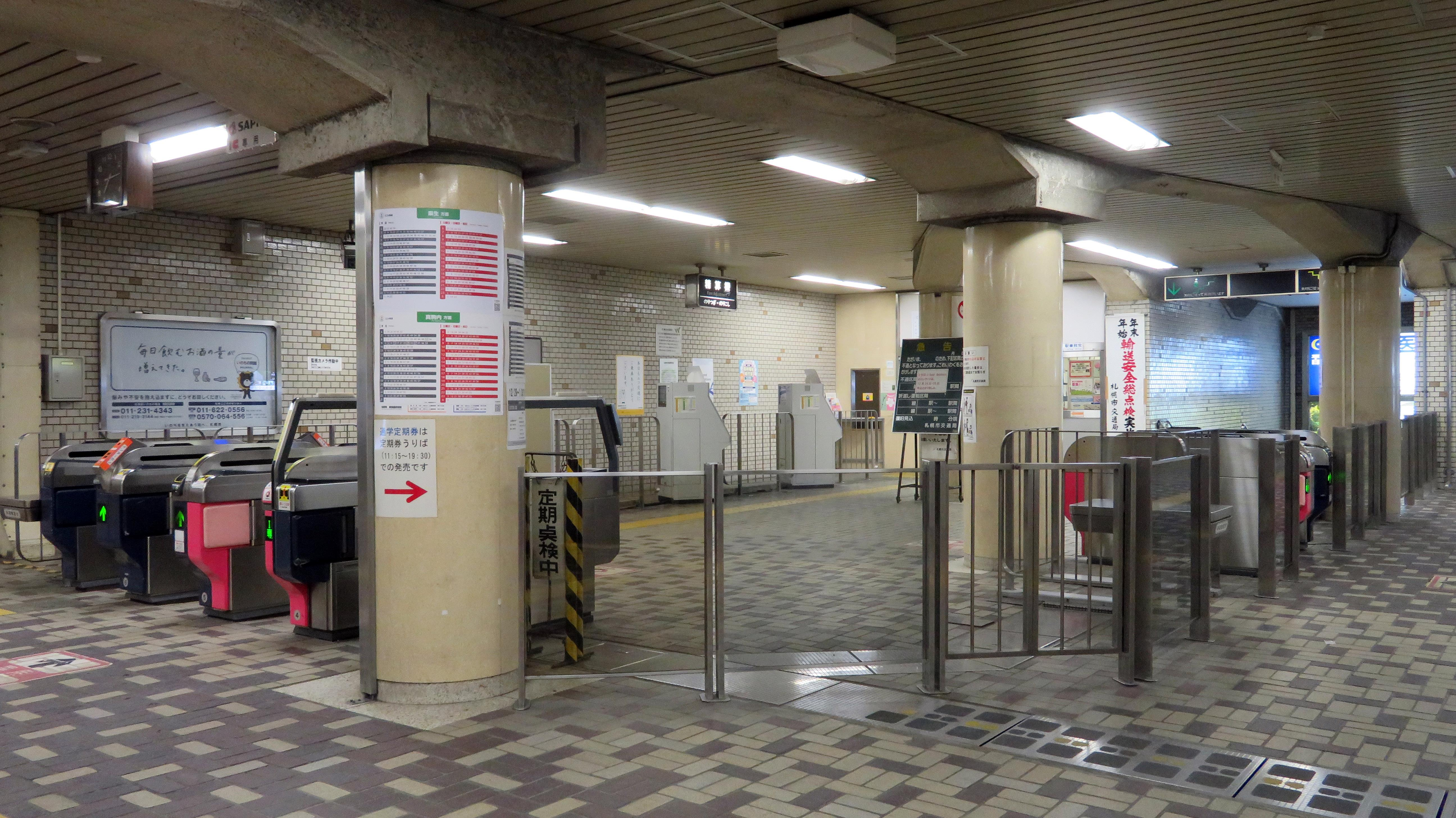
改札口
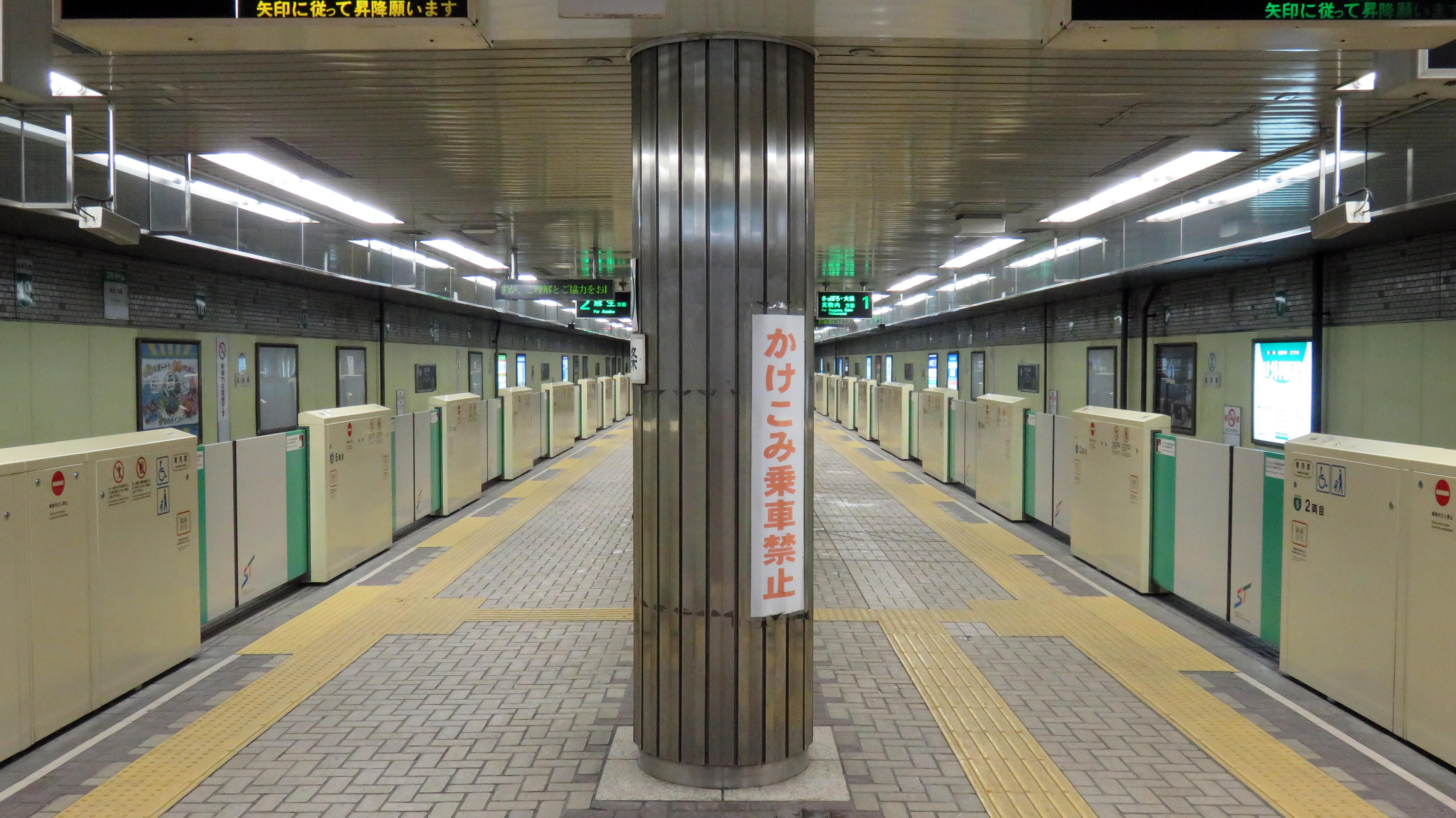
ホーム
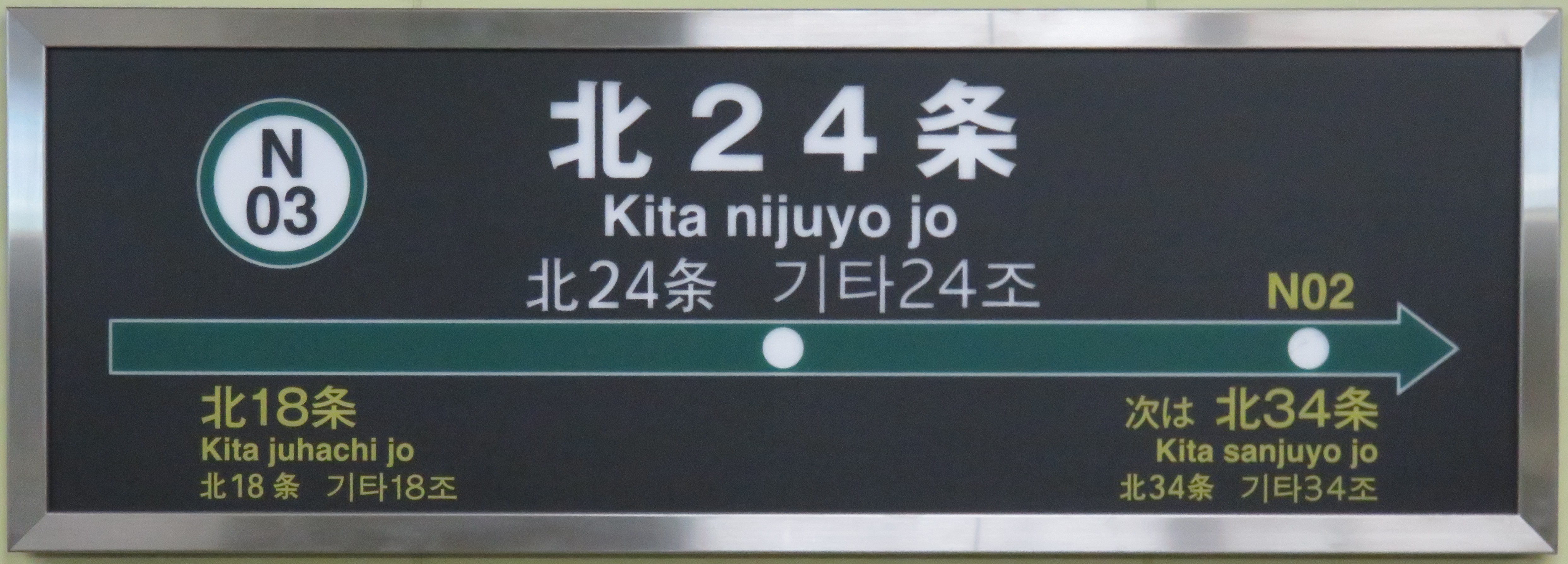
駅名標

### 出口
| 出口番号 | 出口周辺                     | 備考             |
| -------- | ---------------------------- | ---------------- |
| 1        | 北区役所・北警察署・北消防署 |                  |
| 2        |                              |                  |
| 3        | Youthアカシア                | エレベーターあり |
| 4        | 北二十条交番                 |                  |

## 利用状況
札幌市交通局によると、2022年度の1日平均乗車人員は12,847人であった。
近年の1日平均乗車人員の推移は以下の通りである。
| 年度   | 1日平均 乗車人員 | 出典  |
| ------ | ---------------- | ----- |
| 2003年 | 13,982           | [ 4 ] |
| 2004年 | 14,026           | [ 4 ] |
| 2005年 | 14,213           | [ 4 ] |
| 2006年 | 14,157           | [ 4 ] |
| 2007年 | 14,261           | [ 4 ] |
| 2008年 | 14,017           | [ 4 ] |
| 2009年 | 13,564           | [ 4 ] |
| 2010年 | 13,514           | [ 4 ] |
| 2011年 | 13,565           | [ 5 ] |
| 2012年 | 13,833           | [ 5 ] |
| 2013年 | 14,055           | [ 5 ] |
| 2014年 | 13,968           | [ 5 ] |
| 2015年 | 13,897           | [ 5 ] |
| 2016年 | 14,381           | [ 6 ] |
| 2017年 | 14,470           | [ 6 ] |
| 2018年 | 14,436           | [ 7 ] |
| 2019年 | 14,283           | [ 8 ] |
| 2020年 | 11,028           | [ 9 ] |
| 2021年 | 11,539           | [ 9 ] |
| 2022年 | 12,847           | [ 9 ] |

## 駅周辺
市街地の中にあり、やや北の一角には飲食店が集中している。
- 北海道道89号札幌環状線（宮の森北24条通）
- 国道5号（石狩街道、創成川通）
- 札幌市北区役所
- 札幌市北保健センター、札幌市北区民センター
- 北海道札幌方面北警察署
- 札幌市北消防署
- 札幌北二十三条郵便局
- 空知信用金庫札幌北支店
- 北海道信用金庫白楊支店
- 遠軽信用金庫札幌支店
- 北洋銀行北二十四条支店
- 北海道銀行北二十四条支店
- 札幌サンプラザ
- 札幌市立白楊小学校
- 北海道札幌北高等学校
- 札幌創成高等学校
- 国土交通省北海道運輸局札幌運輸支局
- 北海道中央自動車学校
- フリースタイル北24条店
- ラウンドワンスタジアム札幌北21条店
- マックスバリュ北店
- スーパーアークス 北24条店
- ラッキー衣料館北24条店
- 救世軍北海道連隊・札幌小隊

## バス路線

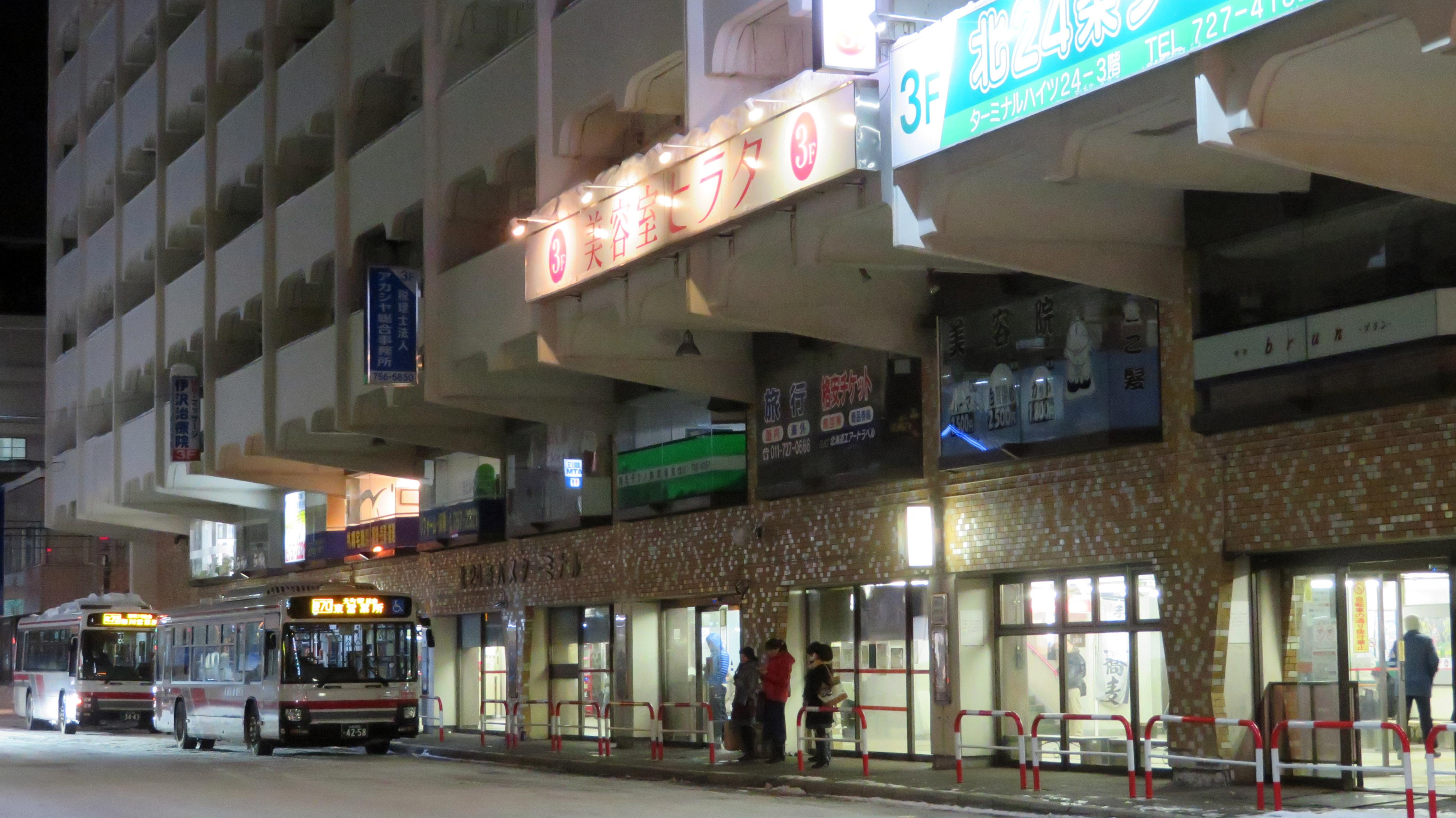
北24条バスターミナル

1973年（昭和48年）8月1日に供用開始した「北24条バスターミナル」に発着。2024年（令和6年）12月の平日1日あたり、スクールバス等の非公示便を除く発着便数は474便。
2025年（令和7年）4月1日現在。軒32がジェイ・アール北海道バス、その他は北海道中央バス。路線詳細は営業所記事を参照。
1番のりば
- 新川営業所
  - 西51 北桑園線：札幌駅前
  - 北72 新川線：新川営業所 / 手稲高校・前田森林公園

2番のりば
- 新川営業所
  - 北73 新琴似2条線：新川営業所・手稲高校
- 琴似営業所
  - 軒32 北24条線：二十四軒駅

3番のりば
- 札幌東営業所
  - 東70 元町線：東営業所

4番のりば
- 札幌北営業所
  - A 新千歳空港連絡バス：新千歳空港

このほか、西5丁目樽川通沿いの「北24条西5丁目」停留所より札幌市北部方面、札幌都心方面、小樽市方面（新川営業所、札樽線（中央・JR））、創成川通沿いの「北24条西2丁目/北24条東1丁目」停留所より札幌市北部・石狩市方面、札幌都心方面（新川営業所、石狩営業所）の発着がある。

## その他
- 駅スタンプは北24条駅のイニシャルKの中に札幌飛行場正門跡の碑が描かれている[16]。

## 隣の駅
札幌市営地下鉄
 南北線
北34条駅 (N02) - 北24条駅 (N03) - 北18条駅 (N04)